# Penelope Maddy
Penelope Maddy (Tulsa, 4 de julio de 1950) es una matemática y filósofa estadounidense. 

## Trayectoria
En 1972 se licenció en Matemáticas por la Universidad de California en Berkeley y en 1979 se doctoró en filosofía por la Universidad de Princeton. Su disertación, Realismo teórico de conjuntos, fue supervisada por John P. Burgess.
Fue profesora en la Universidad de Notre Dame y la Universidad de Illinois, Chicago y en 1987 pasó a la Universidad de California en Irvine. Entre 1991 y 1995 se convirtió en catedrática emérita de Lógica y Filosofía de la Ciencia y de Matemáticas en la Universidad de California en Irvine. 
En 1988, fue nombrada miembro de la Academia Estadounidense de las Artes y las Ciencias. Ese mismo año, se convirtió en la presidenta fundadora del Departamento de Lógica y Filosofía de la Ciencia, en 2002 fue nombrada rectora y en Profesora Distinguida.

### Trabajo filosófico
Es conocida por su trabajo en la filosofía de las matemáticas, donde ha trabajado en el realismo matemático (especialmente el realismo teórico de conjuntos) y el naturalismo matemático. Se ha dedicado a comprender y explicar los métodos que utilizan los teóricos de conjuntos para acordar axiomas, especialmente los que van más allá de los axiomas de Zermelo-Fraenkel. 

## Reconocimientos
En 2006, la Sociedad Matemática Alemana le otorgó una cátedra Gauss. En 2022, Maddy fue reconocida con el premio Lakatos por su libro Naturalism in Mathematics.

## Obra (selección)
- Maddy, Penelope (June 1988). «Believing the Axioms, I». Journal of Symbolic Logic 53 (2): 481-511. doi:10.2307/2274520. (a copy with corrections is available at the author's web page)
- Maddy, Penelope (September 1988). «Believing the Axioms, II». Journal of Symbolic Logic 53 (3): 736-764. doi:10.2307/2274569.
- Realism in Mathematics, Oxford University Press, 1990. ISBN 0-19-824035-X[6]
- Naturalism in Mathematics, Oxford University Press, 1997. ISBN 0-19-825075-4[7]
- Second Philosophy, Oxford University Press, 2007. ISBN 0-19-927366-9
- Defending the Axioms, Oxford University Press, 2011. ISBN 0-19-959618-2
- What do Philosophers Do? Skepticism and the Practice of Philosophy, Oxford University Press, 2017. ISBN 9-78-019061869-8